# M4 Sport
Az M4 Sport a Duna Médiaszolgáltató sportcsatornája, amely kéthetes promóciós adás után 2015. július 18-án indult el. Ezen a csatornán láthatók a 16 kiemelt magyar sportág eseményei, továbbá nemzetközi sportesemények, kiemelkedő magyar sportolóink bemutatása, versenyeik, bajnokságaik közvetítése. Mindez saját gyártású műsorokat is magába foglal. Az M4 Sport nagyjából 10 óra élő sportközvetítést szolgáltat naponta.

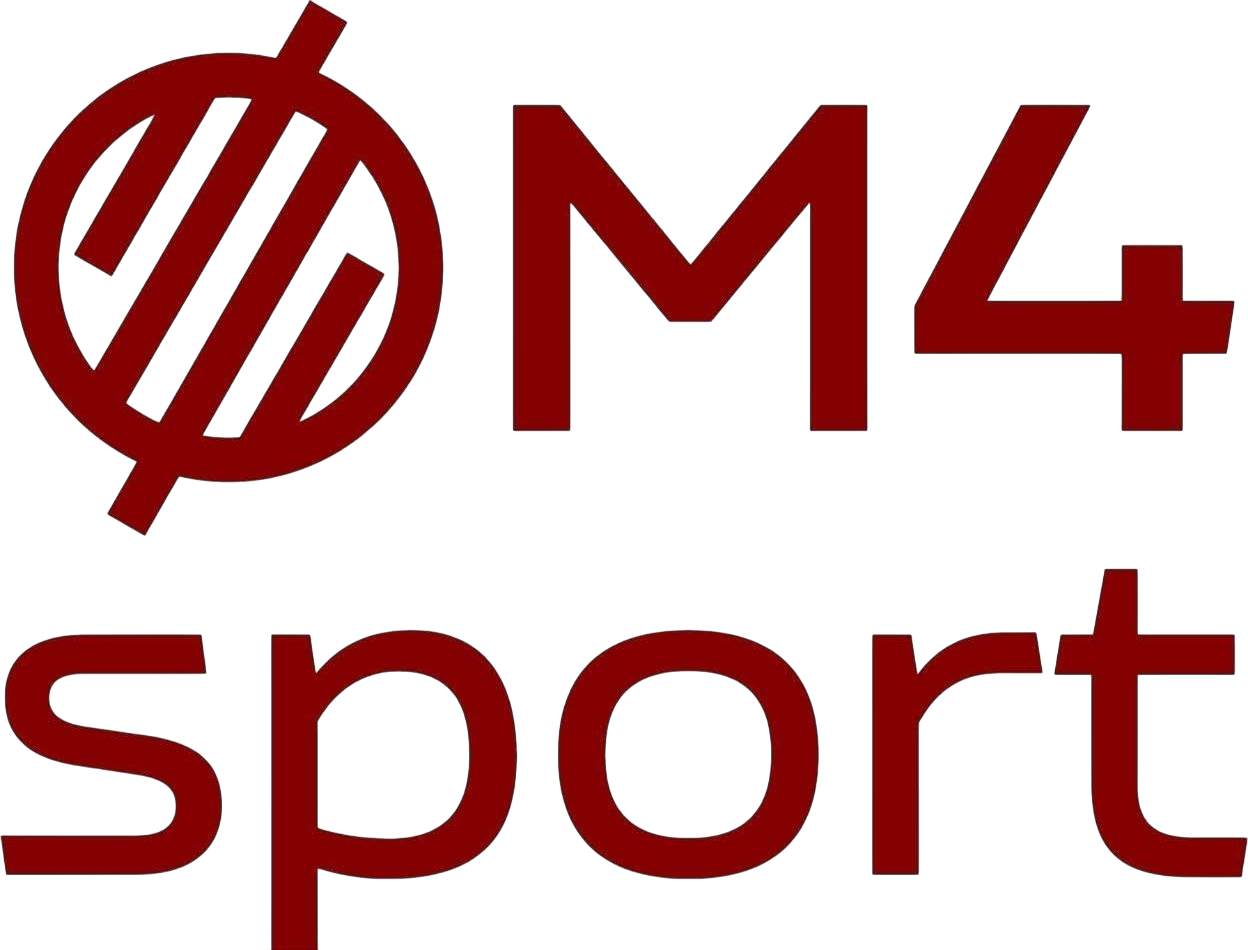

2020. július 18-án a csatorna ötödik születésnapján bejelentették, hogy szeptember 12-től új csatornát indítanak M4 Sport+ néven. Az új csatorna csak korlátozott időben, hétvégenként 14:00 és 22:00 között vehető a Duna Worlddel osztott műsoridőben nemcsak Európában, hanem a világ azon részein is, ahol a Duna World műsorát továbbítják a külhoni magyarok számára.
A csatorna reklámidejét az Atmedia értékesíti.

## Technikai információk
- Az M4 Sport Magyarországon az első sporttelevízió, amelynek műsorait a Teletexten feliratozzák, a 444. oldalon. Az élő adásokhoz automata beszédfelismerő rendszert használ az MTVA. A Duna World feliratozása emiatt 2015. július 1-je óta az 555. oldalra került át.
- A párhuzamos közvetítések esetén a fontosabb eseményt az M4 Sport, míg a másikat általában a Duna World vagy a Duna közvetíti. 2016 augusztusában a riói olimpia alatt az M4 Sport kizárólag az olimpia eseményeit közvetítette, az egyéb sporteseményeket, valamint az M4 Sport magazinműsorait ez idő alatt az M5 sugározta.
- Naponta ötször közvetíti az M1 napi aktuális csatorna Egy Perc Híradó című műsorát.
- 2021. június 9-én, a tokiói olimpia idejére öt új társcsatorna indult az online időszaki közvetítésekhez, az M4 Sport 1, M4 Sport 2, M4 Sport 3, M4 Sport 4 és az M4 Sport 5. Időszaki műsoruk kizárólag az m4sport.hu felületén érhető el, és olyan közvetítéseket tartalmaz, melyeknek nem jutott hely az országos adókon.[4]
- 2025. július 25-én frissített arculatot és logót kapott, amely megtartotta a négy piros csíkot és a fehér karikát.[5]

## Sportközvetítések a csatornán

### Jelenlegi közvetítések

#### Első osztályú magyar bajnoki mérkőzések
Labdarúgó-, kézilabda-, röplabda-, vízilabda-, kosárlabda-bajnoki és jégkorongmérkőzések.

#### Futball
- Labdarúgó-Európa-bajnokság (2016–)

A 2016-os labdarúgó-Európa-bajnokság selejtezői közül a másodlagos meccseket sugározta a Duna.
- Labdarúgó-világbajnokság (2018–)
- Európa-liga és UEFA Konferencia Liga (2021–)

Az első választás joga M4 sporté csütörtökönként (ha egy magyar csapat jutna be valamelyik sorozatba, az M4 Sport közvetíti mérkőzésüket). Összefoglalót is sugároznak a játéknapok végén. Mindkét sorozat döntőjét kizárólag az M4 Sport közvetíti.

#### Motorsport
- Formula–1 világbajnokság (2015–)

A 2015-ös hungaroringi nagydíjhétvégétől jelen állás szerint 2025 végéig, a megszokott csapat prezentálja mindhárom szabadedzést, az időmérőt és a futamot is minden versenyhétvégén (!). Amennyiben belefér az aktuális programtervbe, a betétfutamokat is élőben közvetítik, vagy összefoglalót adnak a Formula–2 és a Formula–3 versenyeiről. Hasonlóra eddig mindössze a 2013-as és a 2014-es magyar futam alkalmával került sor.
- Kamion Európa-Bajnokság

Az M4 Sport összefoglaló formájában mutatja be a Kiss Norbertet is a soraiban tudó Kamion-Eb versenyeit, a magyarországi versenyeket pedig élőben vagy felvételről közvetítik.

#### Egyéb
- Atlétikai világbajnokság (2015–)
- Úszó-világbajnokság (2015–)
- Nyári és Téli olimpiai játékok (2016–)
- Atlétikai Európa-bajnokság (2016–)
- Kézilabda-világbajnokság (férfi és női)   (2019–)
- Kézilabda-Európa-bajnokság (férfi és női) (2022–)
- Tour de France (2026–)[7][8]

### Korábbi közvetítések
- UEFA-bajnokok ligája (2015–2024)

Az M4 Sporté az első választás joga kedden és szerdán este, naponta egy mérkőzést sugároznak élőben, a csoportkörben és a kieséses szakasz után egyet felvételről. Természetesen napi és heti összefoglaló is lesz. A csatorna a több mint 60 találkozót adó Sport Tv-vel együttműködésben közvetít. A finálé csak az M4-en nézhető majd.
- UEFA-szuperkupa (2015–2024)
- Red Bull Air Race Világkupa

A csatorna élőben vagy felvételről közvetíti a bajnokság futamait.

## Olimpia a köztévén
A nyári és téli olimpiát kizárólagosan a köztévé közvetítette Magyarországon. Ez így lett az M4 Sport megjelenését követően is. A jogokat az európai közszolgálati televíziókat tömörító szervezettől, az Európai Műsorsugárzók Uniójától (EBU) vették meg.
Azonban 2018 és 2024 közötti időszakra a Discovery Communications szerezte meg az olimpiai események európai televíziós és multiplatform közvetítési jogát, így az M4-nek velük kellett tárgyalni, hogy az Olimpia ingyenes platformokon továbbra is elérhető legyen a fizetős pán-európai Eurosport mellett. 
A 2026 és 2032 közt megrendezendő négy Olimpia Játékot összes európai közvetítési jogával a Nemzetközi Olimpiai Szövetség az EBU-t és a Warner Bros. Discoveryt ruházta fel.  Az EBU rendelkezik majd a televíziós és digitális platformok ingyenes közvetítéseinek jogaival. Minden EBU-tag – így közvetve az M4 Sport is – több mint 200 órányi közvetítést biztosít majd a Nyári Olimpiai Játékokról és legalább 100 órányit a Téli Olimpiai Játékokról a televízióban, rádióban, élő streaming formájában, illetve weboldalakon, appokon és közösségi média felületeken megjelenő riportok keretében. Így biztosítva az európai köztévéket, hogy a közvetítések egy része továbbra is FTA csatornákon legyenek elérhetőek. A fizetős közvetítéseket ezúttal is a Eurosporton lehet követni.  

## Élő stúdió minden nap

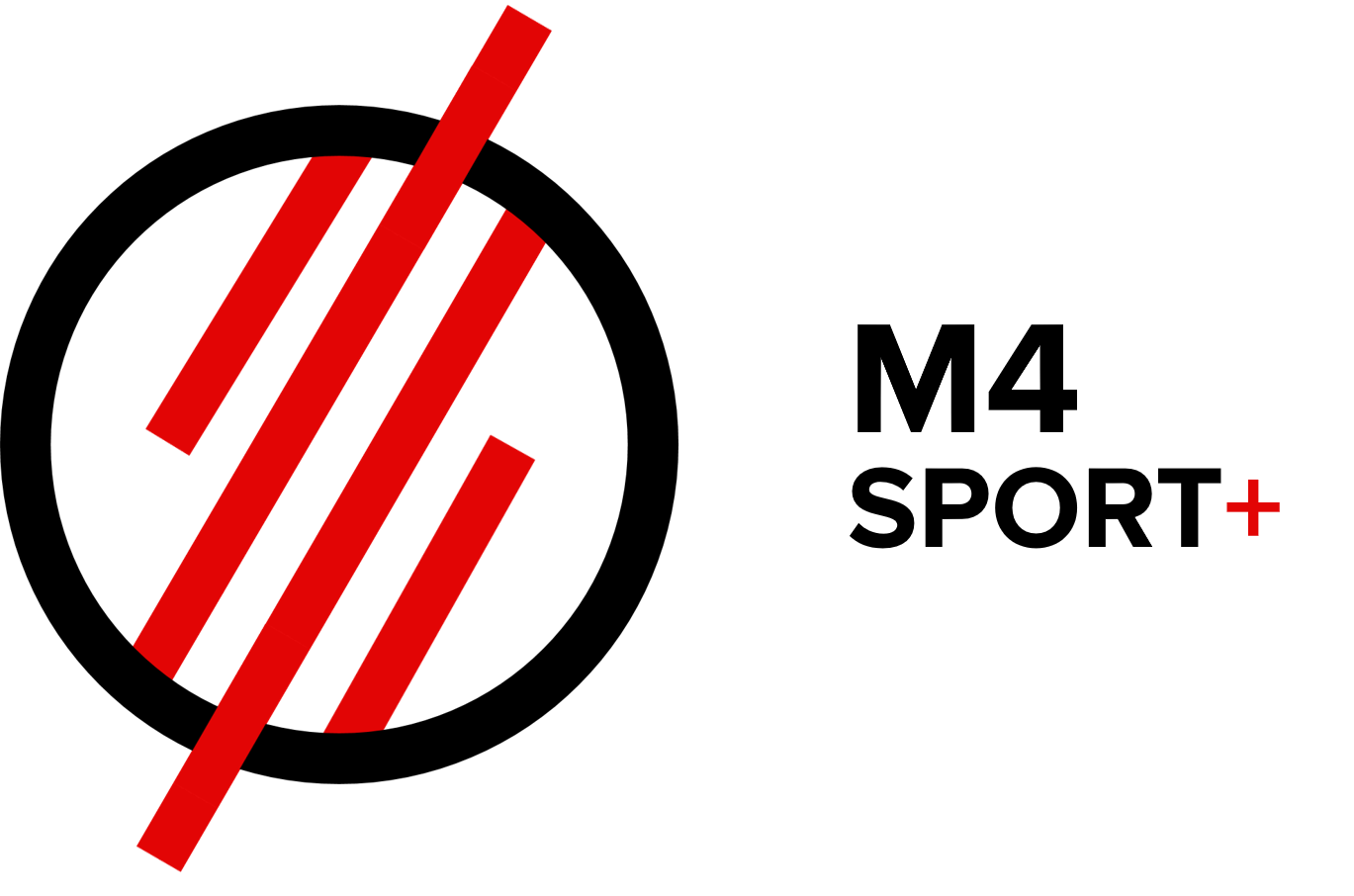
Az M4 Sport+ logója

Az M4 élő adásfolyama annyiban hasonlítható az M1 aktuális csatornáéhoz, hogy egy nagy alapterületű, hipermodern stúdióból vezénylik, amelyet már a csatorna adásának első órájában bemutattak az akkori napi házigazdák, Szujó Zoltán és Petrovics-Mérei Andrea. Az induló adásnap felelős szerkesztői Suba Kata, Zelenyánszky Balázs és Vobeczky Zoltán főszerkesztő voltak. Az M4 tartalmi koncepciójának kitalálói: Vobeczky Zoltán, Zelenyánszky Balázs, Petrovics-Mérei Andrea, Suba Kata és Szujó Zoltán.[forrás?] A napi adásokat élő közvetítések, hírműsorok, magazin műsorok, portréműsorok, aktuális sportkerekesztal egyforma arányban kapjanak helyet minden korosztálynak megfelelően.
Az ún. „off-tube” fülkék (két kommentátorállás) egyedülálló módon a stúdió központi asztala mögött helyezkednek el, innen közvetítik a nem helyszíni sporteseményeket. (Használaton kívül ezeket kivetítők takarják.) További lényeges eleme még a stúdiónak a „főasztal” felett futó karika alakú hírsáv; a balra lévő kisebb pult, ahol egy másik műsorvezető kapcsolódhat bele a stúdióbeszélgetésekbe a legfrissebb információkat közölve; illetve a jobbra lévő LCD-monitor, amelynek feladata bennfentes adatok közlése, vagy például egy új sportszakember bemutatása. Az asztalba is beépítettek egy 65"-os érintőképernyőt, amelyet a műsorvezetők használnak videóelemzésre. Ezt nemcsak a meghívott vendégek láthatják, hanem a nézők is, hiszen felülnézetből az érintőképernyőt is kamera veszi.

## Jelentősebb sportkommentátorok és riporterek

### Jelenlegi munkatársak

#### Műsorvezetők
- Berkesi Judit
- Bobák Róbert
- Gulyás László
- Hajdú B. István (labdajátékok)
- Héder Barna (tanácsadó)
- Horváth Péter
- ifj. Knézy Jenő (labdajátékok, úszás)
- Kovács István
- Lukács Viktor
- Mohay Bence
- Molnár Mátyás
- P. Fülöp Gábor
- Petrovics-Mérei Andrea
- Somogyi Diána
- Székely Dávid (csatornaigazgató; kommentátor: Formula–1, Formula–2)
- Szőke Viktória
- Tihany Viktor
- Török Olivér
- Tóth Bálint
- Tóth Attila (jégkorong)
- Ujvári Máté (utazó Formula–1-riporter; kommentátor: WTCR, Formula–1, Formula–2, labdajátékok)
- Varga Ákos
- Varga Péter
- Vásárhelyi Tamás
- Vida Gyula

#### Szakkommentátorok
- Michelisz Norbert (autósport-szakértő)
- Kiss Norbert (autósport-szakértő)
- Nagy Dániel (autósport-szakértő)
- Petrovics Mátyás (vízilabda-szakkommentátor)
- Szabó Zoltán (vízilabda-szakkommentátor)
- Wéber Gábor (Formula–1-szakkommentátor)

### Korábbi munkatársak
- Mezei Dániel
- Zelinka Ildikó
- Gundel Takács Gábor
- Szujó Zoltán (a Formula–1-ért és más autósport-futamok)
- Vobeczky Zoltán
- Suba Kata
- Zelenyánszky Balázs
- Halászi László
- Rizmayer Mihály
- Szeleczky Ádám (utazó Formula–1-riporter, kommentátor)

## Arculat

### Logók
- A csatornaazonosító logó a köztévé többi adójával ellenben nem a bal, hanem a jobb felső sarokban helyezkedik el, ennek oka a nemzetközi adások (pl. Formula–1) egységes arculata.
- Az M4 Sport volt az első önálló arculattal rendelkező köztévé a 2012-es arculatfrissítés óta. Később az M1, az M2 és az M5 is kapott ilyet.
- Az M4 Sport volt az első, amely az első három csatornától eltérő logót használ (ferde és nem azonos hosszúságú vonalak).
- 2021. június 11-én a csatorna új arculatot kapott, illetve megújult a stúdió is.

- Az M4 Sport+ logója
- A HD felbontású adást jelző logó

## Vételi lehetőségek

### Földfelszíni sugárzás
Az adót a szolgáltatóknak a módosított médiatörvény alapján 2015. július 1-től kötelező volt az első programhelyek valamelyikére sorolva, térítésmentesen továbbítaniuk, ahogy az MTVA többi adóját is, leszámítva az M3-at. Az analóg hálózatokon többnyire a Duna World helyére került a csatorna, a digitálisakon új frekvenciát kapott HD műsorával együtt, így a MinDig TV-n is. Így a Duna World HD változata nem lett kötelezően továbbítandó, bár nem is szűnt meg, mert egyes szolgáltatóknál elérhető még.

### Műholdas sugárzás
Az Eutelsat 9A műholdon (11 958 MHz) is elérhető a csatorna HD minőségben, szintén a Duna World HD-t felváltva. A közvetítések jelentős része azonban itt szerzői jogi okokból geoblokkolt (ilyenek például a Formula—1 közvetítések és betétfutamaik), így aki külföldön szeretné nézni a csatornát, annak az MTVA-tól kell egy kódkártyát beszereznie erre a célra.